# Kat Kaufmann
Ekaterina „Kat“ Kaufmann (* 1981 in Leningrad, Sowjetunion, auch Kat Eryn Rubik) ist eine russisch-deutsche Schriftstellerin, Komponistin und Musikerin.

## Leben
Kaufmann ist die Tochter des Theaterregisseurs Küf Kaufmann und einer Balletttänzerin. Anfang der 1990er Jahre kam Kaufmann mit ihren Eltern als jüdische Kontingentflüchtlinge nach Deutschland. Ein Jahr lang lebte sie in Sachsen-Anhalt in einer Aussiedlerunterkunft, ehe die Familie nach Leipzig zog.
Nach dem Abschluss ihrer Schulausbildung studierte Kaufmann Jazzgesang. Anschließend absolvierte sie ein Studium an der Hochschule für Film und Fernsehen „Konrad Wolf“ in Potsdam. Unter dem Künstlernamen Taiga Fox veröffentlichte sie 2015 zwei Minialben mit elektronischer Musik auf Bandcamp.
2015 erschien ihr Debütroman Superposition, die Geschichte der 26-jährigen Jazzmusikerin Izy Lewin in Berlin, Tochter jüdischer Einwanderer aus St. Petersburg. Im gleichen Jahr wurde der Roman mit dem aspekte-Literaturpreis ausgezeichnet. Kaufmann sei es gelungen, „in ihrem Debüt-Roman Superposition in großartiger Weise, die großen Fragen unserer Zeit neu zu stellen“, befand die Jury. Kaufmann schildere „die problematische Existenz ihrer Heldin streng durch deren Augen. Was so entsteht, ist der Sound eines Lebensgefühls“, schreibt Der Spiegel. Für den Rezensenten der Süddeutschen Zeitung besticht der Roman durch Gedankenwut. An manchen Stellen könne man „einen neuen, interessanten Ton wahrnehmen, sprachliche Goldnuggets, die kurz aufblitzen“. Viel zu oft aber setze Kaufmann „allein auf rotziges Pathos und matt gewordene Berlinbilder“.
2018 moderierte Kaufmann auf Deutschlandfunk Nova die Radiosendung How To Russian. Zusammen mit Aurel Mertz moderierte sie ab 2020 den FYEO-Podcast Zentrale Zeitgeist.
2022 veröffentlichte sie ein Klavieralbum unter anderem Namen. Mit dem Erscheinen ihres Romans Furye 2025 nahm sie den Künstlernamen Kat Eryn Rubik an. Er spielt auf den Namen ihrer Mutter und Rubik’s Cube an.
Kaufmann lebt in Berlin.

## Werke
- Superposition. Roman. Verlag Hoffmann und Campe, Hamburg 2015, ISBN 978-3-455-40534-7.
- Die Nacht ist laut, der Tag ist finster. Roman. Verlag Hoffmann und Campe (Tempo), Hamburg 2017, ISBN 978-3-455-00105-1.
- Furye. Roman. DuMont Verlag, Köln 2025, ISBN 978-3-8321-8194-9.

## Filmmusik
- 2011: Artisten
- 2013: Polizeiruf 110 – Laufsteg in den Tod
- 2017: Tatort – Nachtsicht
- 2019: Lord of the Toys